# Trombocitopenija
Trombocitopeníja pomeni znižano koncentracijo krvnih ploščic (trombocitov) v krvi. Normalno število krvnih ploščic v krvi je 150–400 × 109 na liter krvi, pri nižjih vrednostih pa govorimo o trombocitopeniji.

## Razvrstitev
O blagi trombocitopeniji govorimo, ko je število krvnih ploščic med 100 in 140 × 109/L, o zmerni trombocitopeniji pri številu 
krvnih ploščic med 50 in 100 × 109/L, pri vrednostih pod 50 109/L pa o hudi obliki bolezni.

## Vzroki
Trombocitopenija nastane zaradi enega od naslednjih vzrokov:
- zmanjšano nastajanje krvnih ploščic,
- povečano propadanje krvnih ploščic,
- povečano porabljanje krvnih ploščic,
- povečano zadrževanje krvnih ploščic v vranici.

## Znaki in simptomi
Posledica trombocitopenije so krvavitve (petehije, purpura, ekhimoze) v koži, sluznicah ali notranjih organih. Krvavitve so spontane, brez očitnega vzroka, ali pa nastanejo zaradi poškodb, vnetja, razjed, operacij. Pri hudih trombocitopenijah lahko pride do krvavitev v prebavila in osrednje živčevje, ki ogrožajo življenje. Čas krvavitve je navadno podaljšan šele pri vrednostih trombocitov pod 100 × 109 na liter krvi. Kadar je število trombocitov nad 20 × 109/L, je klinična slika največkrat neizrazita; bolniki navajajo samo nastajanje večjih podkožnih krvavitev (sufuzij) ob manjših poškodbah.

## Diagnoza
Osnovna preiskava pri trombocitopeniji je štetje krvnih ploščic, ki se lahko izvade ročno s hemocitometrom (Neubauerjevo komoro) in mikroskopom ali pa z avtomatskimi števci z elektrostatskim ali laserskim načinom štetja, iz vensko odvzete krvi z dodatkom EDTA. Štetje krvnih ploščic z avtomatskim števcem je lahko včasih nezanesljivo, zato je priporočljiva občasna ocena  števila krvnih ploščic tudi iz krvnega razmaza. Avtomatski števec lahko pokaže t. i. psevdotrombocitopenijo (lažno trombocitopenijo), če pride do zlepljanja krvnih ploščic v vzorcu krvi v prisotnosti EDTA, rezultati pa so lahko nezanesljivi, tudi če naprava pomotoma šteje tudi druge celice v krvi, če nastanejo agregati ali če so krvne ploščice velike.

## Zdravljenje
Zdravljenje je odvisno od oblike trombocitopenije. Pri sekundarnih oblikah trombocitopenije je treba zdraviti osnovno bolezen in s tem posredno tudi trombocitopenijo.